# Athribis (fornlämning i Egypten)
Athribis är en fornlämning i Egypten.   Den ligger i guvernementet Sohag, i den centrala delen av landet, 400 km söder om huvudstaden Kairo. Athribis ligger 243 meter över havet.
Terrängen runt Athribis är platt österut, men västerut är den kuperad. Athribis ligger uppe på en höjd. Runt Athribis är det mycket tätbefolkat, med 2 431 invånare per kvadratkilometer. Närmaste större samhälle är Sohag, 6,9 km norr om Athribis. Trakten runt Athribis består till största delen av jordbruksmark.